# Brazil's Next Top Model (seconda edizione)
La seconda edizione di Brazil's Next Top Model è andata in onda dal 4 settembre al 27 novembre 2008 sul canale via cavo Sony Entertainment Television condotto nuovamente dalla modella Fernanda Motta; per la prima volta nello show, vi è stata una destinazione internazionale raggiunta da alcune concorrenti, cioè Buenos Aires, in Argentina. La vincitrice, la ventenne Maíra Vieira di Belo Horizonte, ha portato a casa un contratto da 200,000 dollari con la Ford Models, un'automobile e un servizio più copertina per la rivista Vogue Brasile.

## Concorrenti
(L'età si riferisce al tempo della messa in onda del programma)
| Nome                        | Età | Altezza | Provenienza                        | Posizione  |
| --------------------------- | --- | ------- | ---------------------------------- | ---------- |
| Luana Caroline              | 23  | 174 cm  | Rio de Janeiro                     | 13.        |
| Isabel Correa               | 18  | 173 cm  | Belford Roxo, Rio de Janeiro       | 12.        |
| Flávia Giussani             | 19  | 183 cm  | Brasilia                           | 11.        |
| Carolline Vieira            | 18  | 173 cm  | Belém, Pará                        | 10.        |
| Flávia Gleichmann           | 22  | 182 cm  | San Paolo                          | 9.         |
| Rebeca Sampaio              | 21  | 173 cm  | Brejo Santo, Ceará                 | 8.         |
| Alinne Giacomini            | 24  | 178 cm  | San Paolo                          | 7.         |
| Marianna Henud              | 18  | 173 cm  | Rio de Janeiro                     | 6.         |
| Dayse Lima                  | 20  | 178 cm  | Brasilia                           | 5.         |
| Priscila Mallmann           | 18  | 177 cm  | Cruzeiro do Sul, Rio Grande do Sul | 4.         |
| Vanessa "Malana" de Freitas | 20  | 178 cm  | San Paolo                          | 3.         |
| Élly Rosa                   | 19  | 180 cm  | Cuiabá, Mato Grosso                | 2.         |
| Maíra Vieira                | 20  | 176 cm  | Belo Horizonte, Minas Gerais       | Vincitrice |

## Riassunti

### Ordine di eliminazione
| Order | Episodi     | Episodi     | Episodi     | Episodi     | Episodi     | Episodi     | Episodi  | Episodi  | Episodi  | Episodi  | Episodi  | Episodi | Episodi |  |
| Order | 1           | 2           | 3           | 4           | 5           | 6           | 7        | 8        | 9        | 10       | 11       | 12      | 12      |  |
| ----- | ----------- | ----------- | ----------- | ----------- | ----------- | ----------- | -------- | -------- | -------- | -------- | -------- | ------- | ------- |  |
| 1     | Maíra       | Alinne      | Flávia Giu. | Malana      | Dayse       | Maíra       | Priscila | Élly     | Priscila | Élly     | Élly     | Maíra   | Maíra   |  |
| 2     | Priscila    | Élly        | Alinne      | Élly        | Rebeca      | Malana      | Marianna | Priscila | Maíra    | Maíra    | Malana   | Élly    | Élly    |  |
| 3     | Élly        | Dayse       | Priscila    | Priscila    | Flávia Gle. | Marianna    | Dayse    | Maíra    | Malana   | Malana   | Maíra    | Malana  |         |  |
| 4     | Malana      | Flávia Gle. | Flávia Gle. | Carolline   | Alinne      | Alinne      | Malana   | Marianna | Élly     | Priscila | Priscila |         |         |  |
| 5     | Dayse       | Marianna    | Carolline   | Maíra       | Élly        | Rebeca      | Alinne   | Dayse    | Dayse    | Dayse    |          |         |         |  |
| 6     | Isabel      | Priscila    | Élly        | Rebeca      | Malana      | Élly        | Maíra    | Malana   | Marianna |          |          |         |         |  |
| 7     | Rebeca      | Malana      | Maíra       | Flávia Gle. | Priscila    | Dayse       | Élly     | Alinne   |          |          |          |         |         |  |
| 8     | Alinne      | Flávia Giu. | Malana      | Alinne      | Maíra       | Priscila    | Rebeca   |          |          |          |          |         |         |  |
| 9     | Luana       | Maíra       | Marianna    | Dayse       | Marianna    | Flávia Gle. |          |          |          |          |          |         |         |  |
| 10    | Marianna    | Isabel      | Dayse       | Marianna    | Carolline   |             |          |          |          |          |          |         |         |  |
| 11    | Carolline   | Rebeca      | Rebeca      | Flávia Giu. |             |             |          |          |          |          |          |         |         |  |
| 12    | Flávia Giu. | Carolline   | Isabel      |             |             |             |          |          |          |          |          |         |         |  |
| 13    | Flávia Gle. | Luana       |             |             |             |             |          |          |          |          |          |         |         |  |

     La concorrente viene eliminata
     La concorrente vince la competizione

### Servizi
- Episodio 1: Campagna promozionale contro il tumore al seno (Casting)
- Episodio 2: Beauty shoots stile horror
- Episodio 3: In coppia in una stazione di servizio
- Episodio 4: In posa con carne e pesce
- Episodio 5: Pin-up gigantesche in città
- Episodio 6: Eroine manga
- Episodio 7: Scatti drammatici con l'attrice Bia Schmidt
- Episodio 8: Impersonando icone e decadi della moda
- Episodio 9: Scambi di genere in bianco e nero
- Episodio 10: Alta moda trash
- Episodio 11: Glamour argentino con Pablo Ramires
- Episodio 12: Spot promozionale Brazil's Next Top Model 3 e copertina per Vogue Brasile

### Giudici
- Fernanda Motta
- Alek Wek
- Dino Morea
- Juan A. Baptista
- Emanuela de Paula